# Повіт Кісо
Пові́т Кісо́ (яп. 木曽郡, きそぐん, МФА: [kʲiso guɴ]) — повіт в префектурі Наґано, Японія.